# Милтон (Индијана)
Милтон (енгл. Milton) град је у америчкој савезној држави Индијана.

## Демографија
По попису из 2010. године број становника је 490, што је 121 (-19,8%) становника мање него 2000. године.
| Група             | 2000.       | 2010.       |
| Белци             | 603 (98,7%) | 479 (97,8%) |
| Афроамериканци    | 0 (0,0%)    | 1 (0,2%)    |
| Азијати           | 0 (0,0%)    | 0 (0,0%)    |
| Хиспаноамериканци | 1 (0,2%)    | 4 (0,8%)    |
| Укупно            | 611         | 490         |